# Vesthaugen
Vesthaugen är en kulle i Antarktis. Den ligger i Östantarktis. Norge gör anspråk på området. Toppen på Vesthaugen är 1 305 meter över havet.
Terrängen runt Vesthaugen är huvudsakligen platt, men den allra närmaste omgivningen är kuperad. Vesthaugen är den högsta punkten i trakten. Trakten är glest befolkad. Närmaste befolkade plats är Princess Elisabeth Base, 16,9 kilometer nordväst om Vesthaugen.